# Custer (Idaho)
Custer is een spookstadje in het midden van de Amerikaanse staat Idaho. Custer ontstond in het mijntijdperk van de jaren 1880 en groeide met de ontwikkeling van de kwartsmijnen. Mijnen in de buurt van Custer waren de Charles Dickens, de General Custer, de Lucky Boy, de Black Mine en de Montana Mine. De Custer Mill opende in 1881 en sloot in 1903.
Custer ligt tegenwoordig in het Challis National Forest, beheerd door de United States Forest Service. In 1981 werd het spookdorp –- met zeven resterende bouwwerken – opgenomen in de National Register of Historic Places als historic district. Sinds 1990 valt het merendeel van het spookdorp eveneens onder het Land of the Yankee Fork State Park, met hoofdkwartier bij Challis (Idaho).

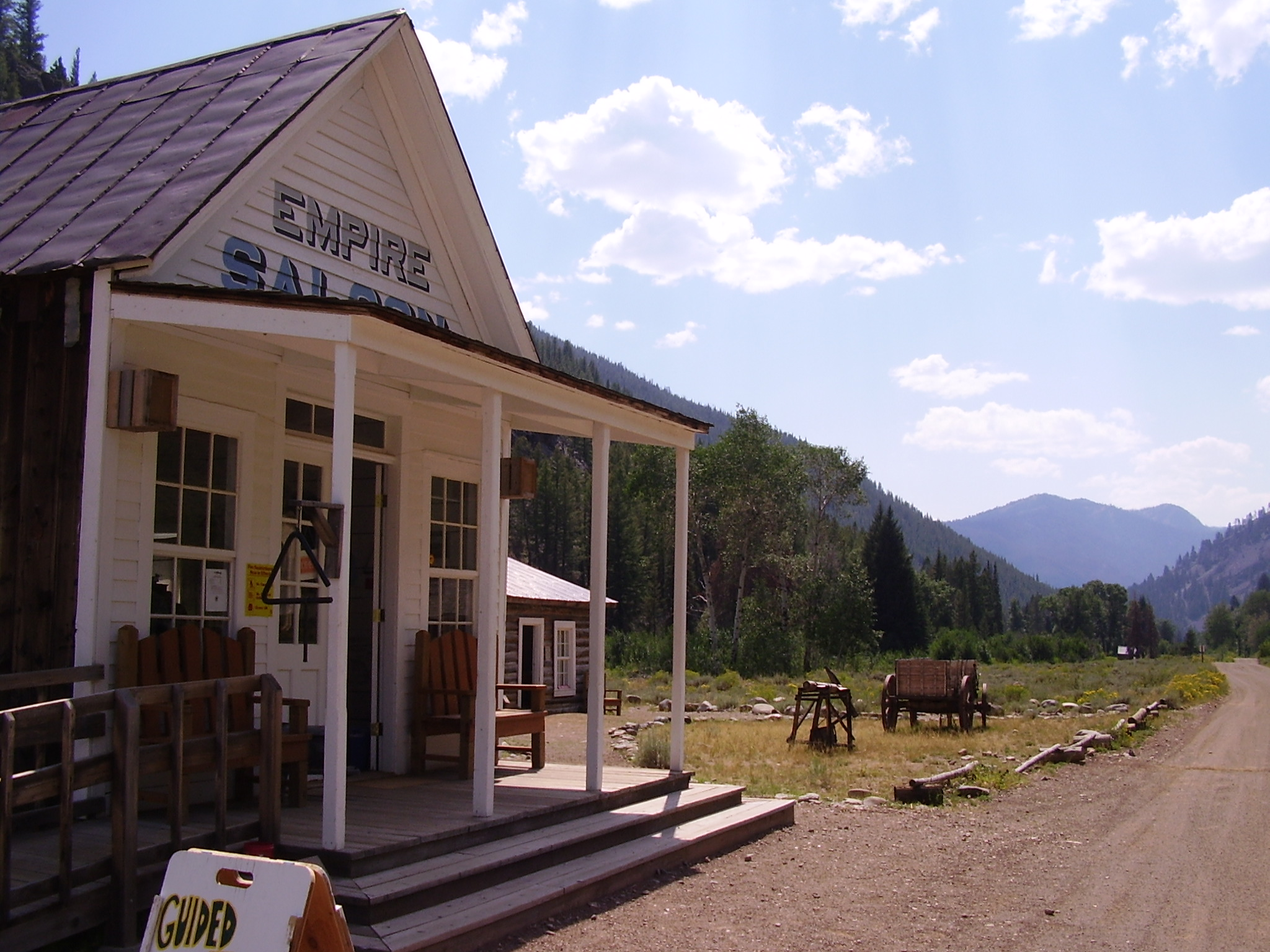
De gerestaureerde Empire Saloon
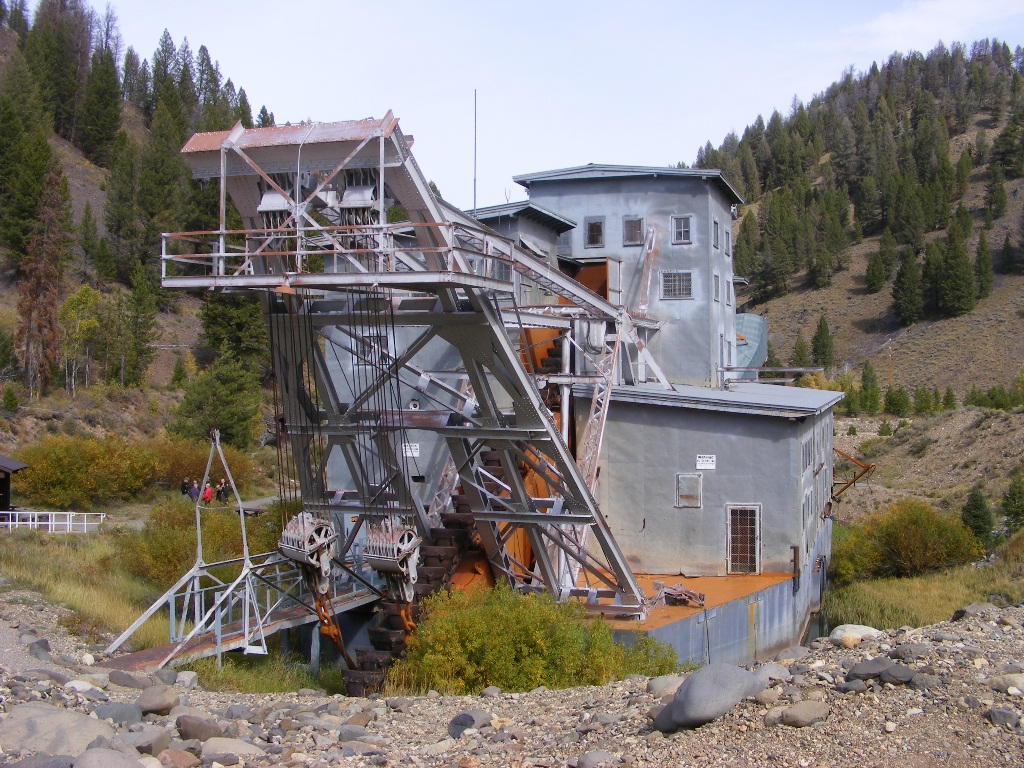
De goudbaggermachine van Yankee Fork, bij Custer